# Srakovlje
Srakovlje – wieś w Słowenii, w gminie miejskiej Kranj. W 2018 roku liczyła 106 mieszkańców. 